# Merel Smulders
Merel Smulders (* 23. Januar 1998 in Horssen) ist eine niederländische Radrennfahrerin, die im BMX-Racing aktiv ist.

## Sportlicher Werdegang
Als Juniorin wurde Smulders im Jahr 2016 Europameisterin im BMX-Zeitfahren. Im Jahr 2017 wurde sie Profi und startete zunächst vorrangig im UEC-BMX-European-Cup. 2018 stand sie erstmals auf dem Podium, 2019 gewann sie ein Rennen und die Gesamtwertung im Europa-Cup. Bei den UCI-BMX-Race-Weltmeisterschaften im Jahr 2018 gewann sie ihre erste Medaille bei internationalen Meisterschaften.
2021 stand sie im UCI-BMX-Supercross-Weltcup beim ersten Rennen der Saison als Zweite erstmals auf dem Podium. Bei den Olympischen Sommerspielen in Tokio gewann sie die Bronzemedaille im BMX-Rennen hinter Beth Shriever und Mariana Pajón. 2022 stand sie als Dritte erneut auf dem Podium der Weltmeisterschaften. Im olympischen BMX-Rennen 2024 schied sie aus, nachdem sie im ersten Halbfinallauf wegen Verlassen der Bahn relegiert worden war.

## Persönliches
Merel Smulders ist die jüngere Schwester von Laura Smulders, die neun Jahre vor ihr bei den Olympischen Sommerspielen 2012 in London ebenso die Bronzemedaille im BMX-Rennen gewonnen hatte.
Im Jahr 2017 schloss sie ihr Studium für Marketing und Kommunikation am Johan Cruyff College in Nijmegen erfolgreich ab.

## Erfolge
2016
- Europameisterin (Junioren) – Race, Zeitfahren

2018
- Weltmeisterschaften – Race

2019
- ein Erfolg und Gesamtwertung UEC-BMX-European-Cup

2021
- Olympische Spiele – Race

2022
- Weltmeisterschaften – Race

2023
- Niederländische Meisterin – Race
- Europameisterschaften – Race, Mannschaftszeitfahren